# Coupe de France 1925/26
Het seizoen 1925/26 was het negende seizoen van de Coupe de France in het voetbal. Het toernooi werd georganiseerd door de Fédération Française de Football Association (FFFA).
Dit seizoen namen er 322 clubs aan deel. (4 minder dan aan de vorige editie). De competitie eindigde op 9 mei met de finale in het Stade Olympique Yves-du-Manoir in Colombes. De zege ging voor de tweede keer naar Olympique Marseille (met de Belg Douglas De Ruymbecke in de gelederen) die in de finale AS Valentigney, een team met enkel Peugeot-arbeiders uit het naburige Montbéliard, met 4-1 versloeg.

## Uitslagen

### 1/32 finale
De wedstrijden werden op 6 december 1925 gespeeld, de enige beslissingswedstrijd op 20 december.
| Winnaar              | Uitslag | Verliezer            |
| -------------------- | ------- | -------------------- |
| Olympique Marseille  | 8-2     | CS Lyon              |
| AS Valentigney       | 3-2     | Gallia Club Lunel    |
| Stade Français       | 4-0     | Stade Laval          |
| CA Vitry             | 2-1     | Armoricaine Brest    |
| US Tourcoing         | 2-0     | Gallia Club Soissons |
| FC Rouen             | 3-2     | Standard AC Paris    |
| FC Cette             | 10-1    | Red Star CA Limoges  |
| Club Français        | 8-3     | FC Braux             |
| US Quevilly          | 2-0     | Olympique Paris      |
| CS Jean Bouin Angers | 6-0     | Tigres Vendéens      |
| RC Strasbourg        | 2-1     | Red Star Amical Club |
| Stade Roubaix        | 2-1     | AS Metz              |
| Le Havre AC          | 4-1     | FEC Levallois        |
| AC Amiens            | 2-1     | FC Bischwiller 07    |
| US Suisse Paris      | 2-1     | FC Mulhouse          |
| AS Cannes            | 3-0     | Lyon OU              |

| Winnaar              | Uitslag     | Verliezer               |
| -------------------- | ----------- | ----------------------- |
| SC Sélestat          | 3-2         | RC Arras                |
| CA Metz              | 7-1         | SC Douai                |
| FC Dieppe            | 3-1         | Gallia Club Paris       |
| Stade Rennes         | 4-1         | Racing Club Rouen       |
| AS Strasbourg        | 3-1         | SC Reims                |
| US Saint-Servan      | 2-1         | UA Paris XVIe (?)       |
| Stade Mont-de-Marsan | 3-1         | SC Nîmes                |
| Racing Calais        | 3-0         | FC Dyon                 |
| JA Saint-Ouen        | 5-4         | RC Roubaix              |
| Stade Le Havre       | 1-1 nv; 1-0 | AF La Garenne-Colombes  |
| Olympique Lille      | 2-1         | SO L’Est                |
| CASG Paris           | 5-2         | FC Grenoble             |
| US Boulogne          | 10-3        | ES Juvisy               |
| Stade Quimper        | 4-1         | USA Limoges             |
| Stade Raphaëlois     | 5-0         | La Bastidienne Bordeaux |
| SA Provençaux        | 1-0         | Stade Bordeaux          |

### 1/16 finale
De wedstrijden werden op 10 januari 1926 gespeeld, de twee beslissingswedstrijden op 24 januari.
| Winnaar             | Uitslag     | Verliezer            |
| ------------------- | ----------- | -------------------- |
| Olympique Marseille | 8-2         | SC Sélestat          |
| AS Valentigney      | 3-1         | CA Metz              |
| Stade Français      | 6-1         | FC Dieppe            |
| CA Vitry            | 3-0         | Stade Rennes         |
| US Tourcoing        | 2-0         | AS Strasbourg        |
| FC Rouen            | 3-1         | US Saint-Servan      |
| FC Cette            | 3-3 nv; 2-0 | Stade Mont-de-Marsan |
| Club Français       | 1-0 nv      | Racing Calais        |

| Winnaar              | Uitslag     | Verliezer        |
| -------------------- | ----------- | ---------------- |
| US Quevilly          | 3-1         | JA Saint-Ouen    |
| CS Jean Bouin Angers | 2-1         | Stade Le Havre   |
| RC Strasbourg        | 1-0         | Olympique Lille  |
| Stade Roubaix        | 3-2         | CASG Paris       |
| Le Havre AC          | 1-1 nv; 2-1 | US Boulogne      |
| AC Amiens            | 2-1         | Stade Quimper    |
| US Suisse Paris      | 2-1         | Stade Raphaëlois |
| AS Cannes            | 8-3         | SA Provençaux    |

### 1/8 finale
De wedstrijden werden op 7 februari 1926 gespeeld. De beslissingswedstrijden tussen Cette-Suisse Paris werden op 21 en 28 februari gespeeld.
| Winnaar             | Uitslag     | Verliezer            |
| ------------------- | ----------- | -------------------- |
| Olympique Marseille | 4-0         | US Quevilly          |
| AS Valentigney      | 0-0 nv; 2-0 | CS Jean Bouin Angers |
| Stade Français      | 2-0         | RC Strasbourg        |
| CA Vitry            | 4-2         | Stade Roubaix        |

| Winnaar       | Uitslag             | Verliezer       |
| ------------- | ------------------- | --------------- |
| US Tourcoing  | 2-0                 | Le Havre AC     |
| FC Rouen      | 7-1                 | AC Amiens       |
| FC Cette      | 2-2 nv; 3-3 nv; 5-3 | US Suisse Paris |
| Club Français | 2-0                 | AS Cannes       |

### Kwartfinale
De wedstrijden werden op 1 maart 1926 gespeeld. De overgespeelde wedstrijd werd op 21 maart gespeeld.
| Winnaar             | Uitslag    | Verliezer     |
| ------------------- | ---------- | ------------- |
| Olympique Marseille | 4-2        | US Tourcoing  |
| AS Valentigney      | 4-2        | FC Rouen      |
| Stade Français      | 1-2 *; 4-2 | FC Cette      |
| CA Vitry            | 2-1        | Club Français |

* eerste wedstrijd geannuleerd wegens opstellen van een niet speelgerechtigde speler door FC Cette.

### Halve finale
De wedstrijden werden op 28 maart 1926 gespeeld.
| Winnaar             | Uitslag | Verliezer      |
| ------------------- | ------- | -------------- |
| Olympique Marseille | 5-0     | Stade Français |
| AS Valentigney      | 2-1     | CA Vitry       |

### Finale
De wedstrijd werd op 9 mei 1926 gespeeld in het Stade Olympique Yves-du-Manoir in Colombes voor 30.000 toeschouwers. De wedstrijd stond onder leiding van scheidsrechter Georges Balvay.
| Winnaar                                                                       | Uitslag | Finalist          |
| ----------------------------------------------------------------------------- | ------- | ----------------- |
| Olympique Marseille                                                           | 4-1     | AS Valentigney    |
| Jules Dewaquez 16' Douglas De Ruymbecke 26' Jean Boyer 33' Jules Dewaquez 80' |         | 40' Edmond Chavey |

1917/18 · 1918/19 · 1919/20 · 1920/21 · 1921/22 · 1922/23 · 1923/24 · 1924/25 · 1925/26 · 1926/27 · 1927/28 · 1928/29 · 1929/30 · 1930/31 · 1931/32 · 1932/33 · 1933/34 · 1934/35 · 1935/36 · 1936/37 · 1937/38 · 1938/39 · 1939/40 · 1940/41 · 1941/42 · 1942/43 · 1943/44 · 1944/45 · 1945/46 · 1946/47 · 1947/48 · 1948/49 · 1949/50 · 1950/51 · 1951/52 · 1952/53 · 1953/54 · 1954/55 · 1955/56 · 1956/57 · 1957/58 · 1958/59 · 1959/60 · 1960/61 · 1961/62 · 1962/63 · 1963/64 · 1964/65 · 1965/66 · 1966/67 · 1967/68 · 1968/69 · 1969/70 · 1970/71 · 1971/72 · 1972/73 · 1973/74 · 1974/75 · 1975/76 · 1976/77 · 1977/78 · 1978/79 · 1979/80 · 1980/81 · 1981/82 · 1982/83 · 1983/84 · 1984/85 · 1985/86 · 1986/87 · 1987/88 · 1988/89 · 1989/90 · 1990/91 · 1991/92 · 1992/93 · 1993/94 · 1994/95 · 1995/96 · 1996/97 · 1997/98 · 1998/99 · 1999/00 · 2000/01 · 2001/02 · 2002/03 · 2003/04 · 2004/05 · 2005/06 · 2006/07 · 2007/08 · 2008/09 · 2009/10 · 2010/11 · 2011/12 · 2012/13 · 2013/14 · 2014/15 · 2015/16 · 2016/17 · 2017/18 · 2018/19 · 2019/20 · 2020/21 · 
2021/22 · 2022/23 · 2023/24 · 2024/25 ·